# Parasynegia lidderdalii
Parasynegia lidderdalii là một loài bướm đêm trong họ Geometridae.